# Jörgen Moberg
Nils Richard Jörgen Moberg (ur. 2 czerwca 1971 w Dalby) – szwedzki piłkarz występujący na pozycji obrońcy. 

## Kariera klubowa
Moberg karierę rozpoczynał w 1989 roku w drugoligowym zespole Östers IF. W tym samym roku wywalczył z nim awans do pierwszej ligi. W 1991 roku wraz z zespołem dotarł do finału Pucharu Szwecji, przegranego jednak z IFK Norrköping. Z kolei w 1992 roku wywalczył wicemistrzostwo Szwecji.
W 1994 roku Moberg odszedł do drugoligowego Örgryte IS i już w pierwszym sezonie awansował z nim do pierwszej ligi. W Örgryte grał do 1997 roku. W 1998 roku przeszedł do drugoligowego Ljungskile SK i występował tam przez trzy sezony. W 2000 roku zakończył karierę.

## Kariera reprezentacyjna
W 1992 roku Moberg jako członek kadry U-23 wziął udział w Letnich Igrzyskach Olimpijskich, zakończonych przez Szwecję na ćwierćfinale.
W pierwszej reprezentacji Szwecji nie rozegrał żadnego spotkania.